# Gonzalo Montiel
Gonzalo Montiel (González Catán, 1 januari 1997) is een Argentijns voetballer die doorgaans als rechtsback speelt. Hij transfereerde in de zomer van 2021 van River Plate naar Sevilla. In 2019 debuteerde Montiel voor Argentinië, waarmee hij in 2022 wereldkampioen werd.

## Clubcarrière

### River Plate
Montiel is afkomstig uit de jeugdopleiding van River Plate. Op 30 april 2016 speelde hij zijn eerste wedstrijd in de Argentijnse competitie tegen Vélez Sarsfield. Tijdens het seizoen 2017/18 veroverde de vleugelverdediger een basisplaats bij de club uit de Argentijnse hoofdstad. In totaal speelde Montiel 140 wedstrijden voor River Plate, waarin hij zes keer scoorde. Hij werd in 2021 Argentijns kampioen en won driemaal de Argentijnse beker en tweemaal de Supercopa.

### Sevilla
Op 13 augustus 2021 werd bekend dat Montiel een contract voor drie seizoenen had getekend bij Sevilla. 

## Clubstatistieken
| Seizoen         | Club                | Competitie       | Competitie | Competitie | Beker | Beker | Internationaal | Internationaal | Totaal | Totaal |
| Seizoen         | Club                | Competitie       | Wed.       | Dlp.       | Wed.  | Dlp.  | Wed.           | Dlp.           | Wed.   | Dlp.   |
| --------------- | ------------------- | ---------------- | ---------- | ---------- | ----- | ----- | -------------- | -------------- | ------ | ------ |
| 2015/16         | River Plate         | Primera División | 1          | 0          | 2     | 0     | 0              | 0              | 3      | 0      |
| 2016/17         | River Plate         | Primera División | 4          | 0          | 4     | 0     | 3              | 0              | 11     | 0      |
| 2017/18         | River Plate         | Primera División | 15         | 0          | 6     | 0     | 14             | 0              | 35     | 0      |
| 2018/19         | River Plate         | Primera División | 12         | 0          | 7     | 0     | 14             | 0              | 33     | 0      |
| 2019/20         | River Plate         | Primera División | 19         | 0          | 11    | 0     | 11             | 1              | 41     | 1      |
| 2020/21         | River Plate         | Primera División | 4          | 0          | 8     | 3     | 5              | 1              | 17     | 4      |
| 2021/22         | Sevilla             | Primera División | 18         | 1          | 4     | 0     | 6              | 0              | 28     | 1      |
| 2022/23         | Sevilla             | Primera División | 28         | 0          | 4     | 0     | 11             | 1              | 43     | 1      |
| 2023/24         | Sevilla             | Primera División | 0          | 0          | 0     | 0     | 1              | 0              | 1      | 0      |
| 2023/24         | → Nottingham Forest | Premier League   | 14         | 0          | 5     | 0     | –              | –              | 19     | 0      |
| Carrière totaal | Carrière totaal     | Carrière totaal  | 115        | 1          | 51    | 3     | 65             | 3              | 231    | 7      |

Bijgewerkt t/m 17 juli 2024.

## Interlandcarrière
Op 22 maart 2019 debuteerde Montiel voor Argentinië tegen Venezuela. Hij begon in de basiself en speelde de volledige wedstrijd.
Tijdens het wereldkampioenschap voetbal 2022 in Qatar werd hij met het Argentijns voetbalelftal wereldkampioen na een 4-2 overwinning (strafschoppen) in de finale tegen Frankrijk. Zelf scoorde hij de laatste strafschop in de reeks waarmee hij de titel voor Argentinië bezegelde.

## Erelijst
| Competitie            | Aantal      | Jaren                     |
| River Plate           | River Plate | River Plate               |
| --------------------- | ----------- | ------------------------- |
| Copa Argentina        | 3x          | 2015/16, 2016/17, 2018/19 |
| Supercopa Argentina   | 2x          | 2017, 2019                |
| Primera División      | 1x          | 2021                      |
| CONMEBOL Libertadores | 1x          | 2018                      |
| CONMEBOL Recopa       | 2x          | 2016, 2019                |
| Sevilla               |             |                           |
| UEFA Europa League    | 1x          | 2022/23                   |

| Competitie                     | Winnaar    | Winnaar    | Runner-up  | Runner-up  | Derde      | Derde      |
| Competitie                     | Aantal     | Jaren      | Aantal     | Jaren      | Aantal     | Jaren      |
| Argentinië                     | Argentinië | Argentinië | Argentinië | Argentinië | Argentinië | Argentinië |
| ------------------------------ | ---------- | ---------- | ---------- | ---------- | ---------- | ---------- |
| FIFA-wereldkampioenschap       | 1x         | 2022       |            |            |            |            |
| Copa América                   | 2x         | 2021, 2024 |            |            |            |            |
| CONMEBOL–UEFA Cup of Champions | 1x         | 2022       |            |            |            |            |